# Arachnodes jeanneli
Arachnodes jeanneli är en skalbaggsart som beskrevs av Lebis 1953. Arachnodes jeanneli ingår i släktet Arachnodes och familjen bladhorningar. Inga underarter finns listade.